# ده شب
ده شب: شبهای شاعران و نویسندگان در انجمن فرهنگی ایران-آلمان مجموعهٔ ویراستهٔ شعرها و سخنرانی‌های حدودِ شصت عضوِ کانون نویسندگان ایران در شبهای نویسندگان و شاعران ایران در مهرِ ۱۳۵۶ است.
بخش‌هایی از این کتاب بعدها در کتاب‌هایی از محمّدحسین خسروپناه و ماندانا زندیان بازنشر شد؛ ولی خودِ کتاب به صورتِ رسمی بازنشر نشده است.